# Reactor nuclear BN-800
El reactor rápido BN-800, primer reactor del mundo de cuarta generación, se puso en marcha a mediados de 2014 en Beloyarskaya (la ciudad más cercana es Ekaterimburgo) en los Urales y funciona comercialmente desde 2016. Este reactor es un banco de pruebas para el modelo BN-1200 de 1220 MWe que actualmente está en fase de construcción. Un total de diez reactores BN-1200 están planificados para 2030 en Rusia.  El proyecto y la construcción costó 140,6 mil millones de rublo rusos (1654 millones de euros al cambio de julio de 2020).

## Comienzo de construcción
En 1983 comenzó el proceso de construcción de la cuarta unidad de la Central Nuclear de Beloyarskaya, el motivo de construcción de este reactor era principalmente científico, era un paso intermedio antes de acometer la construcción de reactores BN-1200.

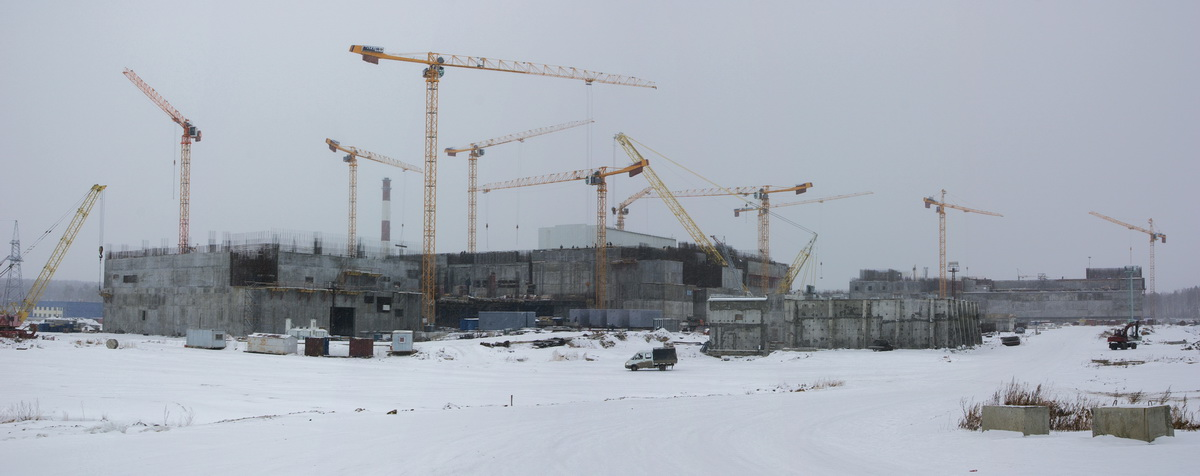
Construcción del primer BN-800 en la Central Nuclear de Beloyarskaya

## Detención de la construcción
Tras el Accidente de Chernóbil, se paralizó la construcción del reactor BN-800 debido a que se tenían que reasignar recursos para la gestión de la catástrofe y dejó que ser prioritario. Meses después del accidente la construcción continuo parada hasta que en 1989 se adoptaron las nuevas Normas de Seguridad Nuclear. Estas nuevas normas obligaban a grandes rasgos a lo siguiente: Garantizar un coeficiente de potencia negativo para que los reactores fuesen intrínsecamente seguros, un reactor intrínsecamente seguro en caso de aumento de temperatura, este reduce su potencia, cosa que ningún reactor de la Central nuclear de Chernóbil cumplía, por tanto los reactores de la Central nuclear de Chernóbil eran intrínsecamente inseguros (todas las unidades de la central).

## Reanudación de la construcción
Tras haber sido aprobadas las nuevas Normas de Seguridad Nuclear la comisión de la Academia rusa de las Ciencias observó el alto valor del Efecto Reactivo del Vacío del Sodio (SVRE, por sus siglas en inglés) como la mayor desventaja del proyecto. La recomendación de la comisión era desarrollar un nuevo núcleo para este reactor. Las primeras investigaciones a finales de los años 80 mostraron la posibilidad de alcanzar un valor SVRE (Efecto Reactivo del Vacío del Sodio) que fuese cero o incluso negativo. Se proyectó un nuevo núcleo para el reactor BN-800 en 1992, este incluía un plenum de sodio, el diseño previo carecía del mismo. Tras finalizar el proyecto del nuevo diseño en 1998, Rosatom recibió la licencia para construir el reactor. En 2006, se reanudó la construcción del primer reactor BN-800.